# Agrostidinae
Agrostidinae, podtribus u porodici trava, dio tribusa Poeae.
Alpagrostis je sinonim za Agrostis.

## Rodovi
1. Agrostula P. M. Peterson, Romasch., Soreng & Sylvester (1 sp.)
2. Calamagrostis Adans. (89 spp.)
3. Gastridium P. Beauv. (3 spp.)
4. Triplachne Link (1 sp.)
5. Podagrostis (Griseb.) Scribn. & Merr. (11 spp.)
6. Agrostis L. (197 spp.)
7. ×Agropogon P. Fourn. (2 spp.)
8. Polypogon Desf. (15 spp.)
9. Lachnagrostis Trin. (40 spp.)
10. Deyeuxia Clarion (118 spp.)
11. Chaetotropis Kunth (5 spp.)
12. Bromidium Nees & Meyen (5 spp.)